# Riihisaari, Salo
Riihisaari är en ö i Finland. Den ligger i sjön Hirsijärvi och i kommunen Salo i den ekonomiska regionen  Salo och landskapet Egentliga Finland, i den södra delen av landet, 90 km väster om huvudstaden Helsingfors. Öns area är 5,4 hektar och dess största längd är 400 meter i nord-sydlig riktning.